# In guten Händen
In guten Händen (Originaltitel: Hysteria) ist ein romantischer Spielfilm der Regisseurin Tanya Wexler von 2011. Er beruht auf wahren Begebenheiten.

## Handlung
Im viktorianischen England des Jahres 1880 breitet sich eine mysteriöse Krankheit unter den Damen der Gesellschaft immer mehr aus und droht epidemische Ausmaße anzunehmen. Die geheimnisvolle Hysterie äußert sich in nervösen Zuständen, Reizbarkeit und manchmal auch in ungewöhnlich starker feuchter Sekretion im Bereich der Vulva. Einer der Frauenärzte, die sich von ganzem Herzen der Behandlung dieser Krankheit verschrieben haben, ist Robert Dalrymple, der für seine florierende Praxis einen talentierten Assistenzarzt sucht und in dem jungen Mortimer Granville auch findet.
Granville erweist sich als sehr geschickt und fingerfertig. Unter seinen guten und schnell auch geübten Händen finden die Patientinnen reihenweise Erlösung von ihrem Leiden im sogenannten „hysterischen Paroxysmus“. Diese heute als weiblicher Orgasmus bekannte anfallsartige Erscheinung wird vom behandelnden Arzt durch eine geschickte Manipulation von Klitoris, G-Punkt und ähnlich sensiblen Bereichen herbeigeführt. Für das Verständnis der Männer im viktorianischen England hatte dergleichen mit Sex allerdings nichts zu tun, da Sex, wie sie ihn verstanden, nur in Verbindung mit einer Penetration stattfindet.
Der Ausweitung der Praxis wären keine Grenzen gesetzt, würde Granville nicht schnell an seine physischen Grenzen stoßen, da die Herbeiführung des Paroxysmus anstrengend und langwierig ist und von Kraft und Ausdauer des Therapeuten das Letzte fordert. Bei diesem Problem kommt Granville nun sein Freund Edmund zu Hilfe, Erfinder und Konstrukteur, mit dessen Hilfe nach einigen Versuchen und Fehlschlägen ein Gerät zur mechanischen Behandlung der Hysterie entwickelt wurde. Dieses Gerät ist dann der Vorläufer des modernen Vibrators.
Parallel dazu entwickelt Mortimer Granville zudem Gefühle für Emily, die jüngere Tochter von Dr. Dalrymple, die Chopin spielt und sich für Phrenologie interessiert. Auch unter Vermittlung Dalrymples verloben sich beide schließlich. Der Funken fliegt aber erst wirklich, als Granville der älteren Tochter Charlotte begegnet, einer frisch und unverklemmt agierenden Frauenrechtlerin mit heimlichen Sympathien für den Sozialismus.

## Hintergrund
Der Hintergrund des Films ist insofern real, als Joseph Mortimer Granville tatsächlich 1883 den elektrischen Vibrator erfand und patentieren ließ. Das von ihm „Percuteur“ genannte Gerät sollte in seinem Sinn allerdings nicht der Behandlung der Hysterie dienen:
Ich habe bislang keine weiblichen Patienten perkussiert. […] Ich habe die Perkussionsbehandlung weiblicher Patienten unterlassen und werde sie auch in Zukunft unterlassen, einfach weil ich mich weder durch die unklaren Gestaltungen hysterischer Zustände noch die charakteristischen Erscheinungsformen der Hypochondrie täuschen lassen noch die Irreführung anderer unterstützen will.
Ebenfalls war Granville zum Zeitpunkt der Patentierung seiner Maschine 1883 bereits um die 50 Jahre alt, während er im Film vom wesentlich jüngeren Dancy gespielt wird. 
Die Form der Behandlung der Hysterie entspricht den damaligen Gegebenheiten.

## Rezeption
„Aus der überraschenden technikhistorischen Tatsache hat die amerikanische Regisseurin Tanya Wexler eine unterhaltsame Komödie gestrickt, die den Kontrast zwischen viktorianischer Prüderie und der Entfesselung weiblicher Leidenschaft durch die Segnungen der Elektrizität in vollen Zügen auskostet. […] In guten Händen [ragt] bei aller Unterhaltsamkeit nicht aus dem Mittelmaß historischer Wohlfühlfilme heraus, weil das originelle Thema hier in einer allzu konventionellen filmischen Form verabreicht wird.“

„In guten Händen gilt so der Mainstream-Presse als lustiger Film, der mit einer wunderbaren Maggie Gyllenhaal in der Hauptrolle die Erfindung des Vibrators nachzeichnet. Doch eigentlich sollte uns der Film nachdenklich stimmen. Gyllenhaal sagte bei der Premiere in den USA: „Man sieht eine Vielzahl von Frauen dabei, wie sie Orgasmen haben – und das ist in unserer Gesellschaft nach wie vor wesentlich schockierender als die Darstellung von Sex.“ (Missy Magazine 04/11)
Es geht also um mehr als nur ein paar Lacher. Es geht um Aufklärung. Gyllenhaal […] sieht es als spannend an, mit ihrer schauspielerischen Arbeit Tabus zu brechen und verschiedene Charaktere mit verschiedenen Sexleben zu verkörpern. Tanya Wexler, Regisseurin von Hysteria, sagt: „Es gibt immer noch viele Frauen, die nicht wissen, wie sie sich selbst befriedigen sollen.“ Zu viele wahrscheinlich. Unsere Geschichte spielt dabei eine Rolle.“